# ダイヤモンド・カッター

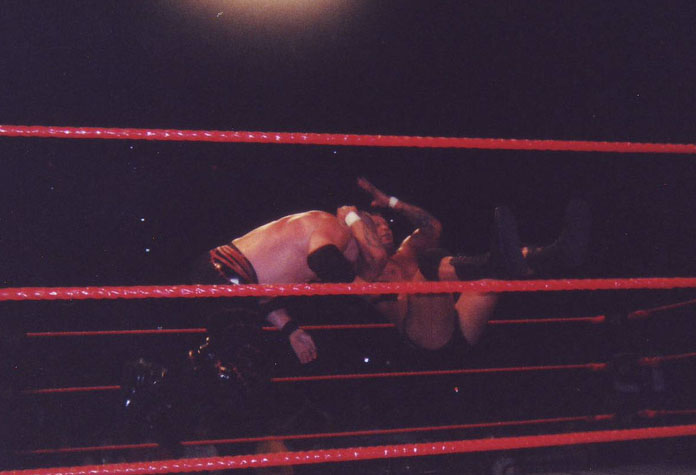
ランディ・オートンによるジャンピング・ダイヤモンド・カッター (RKO)。

ダイヤモンド・カッター (Diamond Cutter) は、プロレス技の一種である。

## 概要
技をかける相手の正面に背中を向けて立ち、相手の頭を肩に乗せ、頭を持ったまま前方に大きくジャンプし自らは仰向けに倒れ、うつ伏せに倒れる相手の顔をリングマット、あるいは肩に叩きつける技である。投げ技に分類される場合と、打撃技（打ち付け技）に分類される場合とがある。
WWE、WCWで活躍したダイヤモンド・ダラス・ペイジがフィニッシュ・ホールドとして使用していた。技術をあまり必要としないにもかかわらず見た目が良く、フィニッシャーとして使用できるだけの説得力がある技なので、多くのレスラーがこれを応用した技を開発している。
元々ジョニー・エースが使用していたエース・クラッシャー（改良型）を、エースと親交のあったペイジが教えてもらい、ダイヤモンド・カッターの名でフィニッシュとして使用し、有名になった。
応用技として相手をコーナー最上段に座らせて自身もセカンドロープに登って仕掛ける雪崩式がある。

## 同型技
エース・クラッシャー（改良型）
ジョニー・エースのオリジナル技。前述のとおりダイヤモンド・カッターの考案者。初期型エース・クラッシャーとは形が違う。また、様々なバリエーションがある。
ババ・カッター
ダッドリー・ボーイズ（チーム3D）の兄であるババ・レイ・ダッドリー（ブラザー・レイ）が使うダイヤモンド・カッターの名称。
コジコジ・カッター
小島聡の使うダイヤモンド・カッターの名称。コジマ・カッターと呼ばれることもある。
バートン・カッター
マイク・バートンの使うダイヤモンド・カッターの名称。バートンはエースのタッグパートナーだった時期があり、直接エース・クラッシャー（改良型）を伝授されている。

## 派生技

### スリングショット・カッター
エプロンサイドからトップロープを掴み、その反動を利用しロープを飛び越しながら、リング内に立つ相手の首を抱えてそのままダイヤモンド・カッターで叩きつける技。

### TKO（トータル・ノック・アウト）
マーク・メロ（ジョニー・B・バッド）のオリジナル技。
相手をファイヤーマンズキャリーに抱え上げて相手の脚を振ってダイヤモンド・カッターに移行する。SANADAも同名で使用している。エイサー8がミルクムナリの名称で使用。太陽ケアは、ハワイアン・スマッシャーの名称で使用しているが厳密にはエース・クラッシャーからの派生技である（ケアの得意技「TKO」とは別の技）。その見栄えの良さから多くのレスラーにコピーされており、泉田純至は不入（いず）ドムの名称で使用。

### ポップアップ式TKO
SANADAが使用。放り投げた相手の頭部を空中で捕獲してTKOの形で落とす。2019年8月3日のオカダ・カズチカ戦で初披露された。

### ハングマン式TKO
SANADAが使用。相手をスタンディング式ドラゴン・スリーパー・ホールドの体勢から相手を後方回転させて首をとった状態でロープに引っ掛け、その状態から仕掛ける。2020年10月6日のザック・セイバーJr戦で披露された。

### 飛び付き式ダイヤモンドカッター
RKO
ランディ・オートンが使用している。ジャンピング・ダイヤモンド・カッターで技名はオートンの本名であるランディ・キース・オートンの頭文字を掛けたものという説が有力で使用を始める前にはダイヤモンド・ダラス・ペイジに許可をもらったとコメントしている。
背中越しに相手の首を右肩に捕らえて放つ、飛びつき式のダイヤモンド・カッター。単純な技であるがそれ故に利便性・汎用性が高く、様々なバリエーションが存在する。何より技を決めるタイミングが抜群で、一撃で試合をひっくり返す。
相手の頭を持つ時片手しか使わないのが特徴でトリプルHなどから「なるべく高く跳んだ方が見栄えが良い」とアドバイスされている。試合終盤に電光石火で浴びせたり、相手をダウンさせた後にオートン特有の両手を大きく広げるアピールをしながら相手の死角に、まわりこむように待機して相手が起き上がってオートンと向き合った瞬間に技を浴びせるという2つのパターンが基本となっている。空中技へのカウンターとして使用される際はスーパーRKOと呼ばれる。
ポップアップ式RKO
ランディ・オートンのオリジナル技。相手を上空へ高々と放り投げ、落下してきた相手の頭部を空中で捕獲して繰り出すポップアップ式のRKO。
スーパーRKO
雪崩式で放つRKO。前述のスーパーRKOとは同名異技。自らセカンドロープに登り放つバージョンとトップロープに登って相手と正面に向き合い両腕で頭を掴んで仕掛けるバージョンの2種類が存在する。

### ツイスト・オブ・フェイト
マット・ハーディーとジェフ・ハーディーの得意技。
相手の頭を脇にはさむDDTの体勢から自分の体を、ひねりつつ頭を挟んでいなかった方の手で相手の頭を持ち替えてダイヤモンド・カッターに移行する。スタナー・ツイスト・オブ・フェイトやエクストリーム・ツイスト・オブ・フェイトという更なる派生技も存在する。さらに、マット・ハーディーが、ブレイ・ワイアットとのタッグチームで使っていた、ホイールバロー・ツイスト・オブ・フェイトという技がある。

### ダッドリー・デス・ドロップ（3D）
ダッドリー・ボーイズ（チーム3D）のオリジナル技。
ロープに振った相手を1人がフラップ・ジャックの体勢で上空に放り上げて足を掴み、もう1人が相手頭部を空中でキャッチしダイヤモンド・カッターの基本形に移行して相手をマットに叩きつける合体技。頭文字を取って3Dと略される。ダッドリー・ボーイズは応用技としてテーブルに叩きつける場合が多い。テンコジがテンコジ・カッター、ムーブメントがムーブメント・カッター、ウーソズが1Dの名称で使用。

### アシッド・ドロップ（ECW、TNA） / ダッドリー・ドッグ（WWE）
スパイク・ダッドリーが使用。デビッド・フィンレーは旧名のACID DROP として使用。
相手の首を右肩に抱え、そのままコーナーを駆け上がる。コーナートップを蹴り上げた反動で、自らの体を水平に旋回させて、ダイヤモンドカッターの形でマットに叩きつける。

### オスカッター
ウィル・オスプレイのオリジナル技。
ロープに向かって走り、セカンドロープを踏み台にして跳躍して相手の首に飛びつきダイヤモンド・カッターに移行する。バリエーションとしてコーナートップから繰り出すスーパーオスカッター、コーナー最上段に座らせた相手に対してスワンダイブ式で仕掛ける雪崩式オスカッターなどが存在する。

### スプリングボード・コークスクリュー・カッター
レオン・ラフが使用。コーナー・セカンドロープに飛び乗り、後方にジャンプすると同時に捻りを加えて横一回転して、相手の頭部を右肩に捕らえてそのまま背中から落下して相手の顔面をマットにうちつけるコークスクリュー式変形オスカッター。

### エスペランサ
内藤哲也のオリジナル技。相手の背後から飛びつき、相手の首を左手で抱えながら相手右脇に自身の右腕を差し込んで、そこから首を持ったまま勢いよく前方回転して自らは仰向けに倒れ、うつ伏せに倒れる相手の顔面を左肩に打ち付ける変形のダイヤモンドカッター。技名はスペイン語で「希望」の意。

### タワー・オブ・ロンドン
ナイジェル・マッギネス、マーティン・ストーンが使用。
ハングマン式のダイヤモンド・カッター。相手はトップロープに脚を固定したままなので、頭から高角度にマットへ突き刺さることになる。元はジョニー・エースが考案し、使用していた技。

### 横須賀カッター
横須賀ススムのオリジナル技。
相手をカナディアン・バックブリーカーの体勢に担ぎ上げ、その状態から横に反転させてダイヤモンド・カッターのように首を固定して落とす。横須賀享に改名する前からこの名称で使用している。代表的なフィニッシュ技。春山香代子も同じ技を同じ名称で使用していた（春山は横須賀市出身ではない）。

### UFOカッター
ザッカリー・ウェンツが使用。相手に向かって走り込んで、右肩に手を置いた状態でトップロープに飛び乗り、高々とジャンプして頭部に飛びつき、そのまま背面から落下して顔面をマットに叩きつけるスプリングボード式の変形ダイヤモンド・カッター。

### ナチュラル・セレクション
シャーロット・フレアーが使用。相手が両膝を着いている状態の相手に背後から近づき、前方回転しながら相手の首を捉え、そのままマットに叩きつけるサマーソルト式・変形ダイヤモンド・カッター。長い美脚で美しい弧を描いて放つ。

## フィクションにおける派生技

### ベータヘッドクラッシュ
特撮ヒーロー番組「ウルトラマンZ」の主人公・ウルトラマンゼットの形態の一つであるベータスマッシュの専用技。
両手式のダイヤモンド・カッターで劇中ではテレスドンに仕掛けている。ダイヤモンド・ダラス・ペイジがTwitterにてキャプチャ画に反応したが、ウルトラマンゼットのスーツアクターである岩田栄慶としては小島聡のコジコジカッターをイメージしたものであったという。

## 返し方
ダイヤモンド・カッターはかける相手に背中や腕を晒すことになる技なので反撃は多種多様である。
- 力任せに腕のロックを外して脱出する。
- 落とされる（投げられる）前に相手を前に突き飛ばして脱出する（脱出後は無防備となった相手の背後から技を仕掛ける。また、強く突き飛ばした場合、相手はコーナーやロープに跳ね返って戻ってくるため、反撃のバリエーションはさらに増える）。
- 落とされる瞬間相手を前に突き飛ばして脱出あるいはダメージの軽減を図る。
- 落とされる瞬間逆に相手を持ち上げて前方へと投げ飛ばして背中から叩きつける（リング外に投げて落としてしまうケースも）。